# Aixe-sur-Vienne
Aixe-sur-Vienne è un comune francese di 5 535 abitanti situato nel dipartimento dell'Alta Vienne nella regione della Nuova Aquitania.

## Posizione geografica
Aixe-sur-Vienne è situata alla confluenza della Vienne e dell'Aixette una dozzina di chilometri a valle di Limoges. È attraversata dalla RN 21, che conduce a Périgueux.

## Società

### Evoluzione demografica
Abitanti censiti

## Amministrazione

### Gemellaggi
[[Großhabersdorf]], dal 1982